# Manuel Tuñón de Lara
Manuel Tuñón de Lara Ramos (Madrid, 8 de septiembre de 1915-Lejona, 25 de enero de 1997) fue un historiador español. En los años de la II República desempeñó un destacado papel como activista estudiantil de ideología comunista.

## Biografía
Nacido en Madrid el 8 de septiembre de 1915 en una familia andaluza de intelectuales y políticos republicanos, se licenció en Derecho en la Universidad de Madrid en 1936. En 1932 se afilió a las Juventudes Comunistas, siendo director de la Escuela de Cuadros de las Juventudes Socialistas Unificadas desde 1937, e incluso llegando a su mayor órgano colegiado de dirección, su comité central. Al término de la guerra civil española quedó atrapado en el puerto de Alicante sin poder embarcar para el exilio. Según relata él mismo «... viajaba ligero de equipaje; solo llevaba las Obras Completas de Antonio Machado». Fue internado en el campo de concentración de Los Almendros, sufriendo luego un largo periplo por otros campos, empezando por el campo de concentración de Albatera.
En 1946 se exilió en París, ante la persecución sufrida por ser miembro del consejo rector de la Unión de Intelectuales Libres. Allí entró en relación con Manuel Núñez de Arenas —de quien se consideró discípulo— y con Pierre Vilar, que le alentó a proseguir sus estudios de Historia, diplomándose en 1953. En este periodo publica numerosos artículos en prensa vinculada a los partidos comunistas de varios países. A lo largo de los años cincuenta abandonó el PCE, aunque mantuvo su compromiso con la izquierda antifranquista.
En 1964, apoyado por el hispanista Noël Salomon, inicia su etapa como profesor de Historia y Literatura Españolas en la Universidad de Pau, donde obtendría la cátedra en 1978. En esta Universidad fue el organizador —desde 1970 a 1980— de los Coloquios de Historia Contemporánea de España, que impulsaron los estudios de historia social y que constituyeron un foco de encuentro y debate al que acudió un buen número de estudiosos desde las Universidades españolas.
Tras la muerte de Franco y el fin de la dictadura, volvió a España y continuó su actividad docente, como profesor en la Universidad de las Islas Baleares y en la Universidad del País Vasco.
Falleció el 25 de enero de 1997 en el municipio vizcaíno de Lejona.

## Obras
- Espagne (1955). En colaboración con Dominique Aubier.
- From Incas to Indios (1956)
- La España del siglo XIX (1808-1914) (1961)[6]
- Variaciones del nivel de vida en España (1965)
- Introducción a la historia del movimiento obrero (1965)
- Introducció a la historia del moviment obrer (1966)[7]
- La España del siglo XX (1966)[8]
- Antonio Machado, poeta del pueblo (1967)[9]
- Historia y realidad del poder (1967)
- Medio siglo de cultura española (1970)
- Estudios sobre el siglo XIX español (1971)
- El movimiento obrero en la historia de España (1972)
- Metodología de la Historia social de España (1973)
- Costa y Unamuno en la crisis de fin de siglo (1974)[10]
- La II República (1976)
- Luchas obreras y campesinas en la Andalucía del siglo XX: Jaén (1917-1920): Sevilla (1930-1932) (1978)
- Historia de España (director) (13 vols. 1980-1991)
- España bajo la dictadura franquista (1939-1975) (1980). En colaboración con José Antonio Biescas.
- Tres claves de la Segunda República (1985)
- La batalla de Teruel (1986). ISBN 84-86982-04-9
- Comunicación y cultura durante la II República y la Guerra Civil (1990)
- Poder y sociedad en España. 1900-1931 (1992)